# 馬雷羅 (路易斯安那州)
馬雷羅（英語：Marrero）是位於美國路易斯安那州傑佛遜堂區的一個普查規定居民點。

## 人口
根據2020年美國人口普查的數據，馬雷羅的面積為20.16平方千米，當中陸地面積為18.65平方千米，而水域面積為1.51平方千米。當地共有人口32382人，而人口密度為每平方千米1,606.25人。